# Герб Кимр
Герб муниципального образования городской округ город Кимры Тверской области Российской Федерации — опозновательно-правовой конвенциональный знак, составленный по правилам геральдики, являющийся символом городского статуса и самоуправления.
Утвержден Решением Кимрской городской Думы Тверской области № 145 от 18 декабря 2003 года. Герб внесён в Государственный геральдический регистр Российской Федерации под регистрационным номером 2657.

## Описание герба
В лазоревом поле с золотой оконечностью золотая ладья с серебряной мачтой, серебряным парусом и золотым вымпелом о двух косицах, сопровождённая поставленными на оконечность тремя парами сапог (сапоги в паре развернуты друг от друга); оконечность обременена тремя такими же опрокинутыми лазоревыми парами сапог, положенными под сапогами, поставленными на оконечности. Щит увенчан золотой стенчатой, мурованной короной городского поселения о трёх зубцах.